# 細川勝国
細川 勝国（ほそかわ かつくに）は、室町時代後期から戦国時代にかけての武将。

## 概要
永正17年（1520年）5月15日、勝国は兄の氏綱・藤賢とともに父の尹賢に連れられて近衛尚通の邸宅を訪ねている。この時は尚通が風呂に入っていたため対面はできず、4日後には尹賢の弟で細川駿河守家の当主であった駿河左衛門佐（駿河入道宗寅）が勝国ら3人を引率して尚通と対面している。馬部隆弘は氏綱・藤賢と勝国は異母兄弟であるか、勝国が藤賢より年上の養子であると推察している。後に勝国は左衛門佐を名乗り細川駿河守家を継承したが、叔父の左衛門佐が勝国ら兄弟を引率したのは、尹賢の子の誰かが当時から駿河守家を継承する計画があったからであると考えられる。藤賢は仮名が四郎であり当初左衛門佐の養子となり駿河守家を継承する予定であったが、細川高国・細川稙国がいなくなり氏綱が細川京兆家を継承することになったため、藤賢が細川典厩家を継ぎ、兄が継ぐはずであった駿河守家を勝国が継いだ。細川高国 は京兆家・典厩家（細川尹賢）・細川房州家（細川晴国）の三家体制を整え、氏綱の下では房州家ではなく駿河守家をもって体制が再現されたが、勝国が房州家を継がなかったのは細川通董が房州家を継承していたからである。
勝国は駿河守家の当主となっても駿河守を名乗らなかった。これは、養父である細川宗寅が敵対していた足利義栄方に下っていたからであると考えられる。